# Mahmoud Ghorbel
Mahmoud Ghorbel (arabe : محمود غربال), né le 31 décembre 2003 à Sfax, est un footballeur international tunisien qui évolue au poste de défenseur à l'Union sportive monastirienne.

## Biographie

### Carrière en club
Sa carrière professionnelle débute avec le Club sportif sfaxien. Il fait ses premiers pas en équipe première le 28 novembre 2021 lors d'un match de la coupe de la confédération contre le club kényan du Tusker FC, rencontre qui se solde par un match nul (0-0). 
Le 24 juillet 2024, il rejoint gratuitement l'Union sportive monastirienne. Il y signe un contrat de trois ans, le liant au club jusqu'en juin 2027.

### En sélection
Avec l'équipe de Tunisie des moins de 20 ans, Ghorbel dispute la coupe d'Afrique des nations des moins de 20 ans puis la coupe du monde des moins de 20 ans en 2023,.
En novembre 2024, il est appelé pour la première fois en équipe de Tunisie à la suite du forfait de Nader Ghandri. Il dispute son premier match le 18 novembre en tant que titulaire face à la Gambie en éliminatoires de la CAN 2025 (défaite 0-1).

## Palmarès
| CS Sfax (1) - Coupe de Tunisie : - Vainqueur en 2021-2022 |  | US Monastir - Championnat de Tunisie : - Vice-champion en 2024-2025 |